# Asen Pančev
Asen Pančev (bulharsky Асен Панчев; 1. října 1906 Sofia – 17. prosince 1989 tamtéž) byl bulharský fotbalový útočník, reprezentant a trenér. V reprezentaci tvořil sehranou dvojici s Asenem Peševem – oba tito hráči se krátce objevili také v československé lize.

## Hráčská kariéra
Začínal v menším sofijském klubu Asparuch. Poté byl dlouhá léta hráčem Levski Sofia (1924–1937), za který v bulharském mistrovství odehrál 106 utkání a vstřelil 60 branek. S Levski Sofia se stal dvakrát mistrem Bulharska (1933 a 1937). V roce 1935 hostoval v AFK Bohemians, kde si připsal tři prvoligové starty, aniž by skóroval. Na podzim 1935 odehrál jedno prvoligové utkání za AFK Kolín, které se hrálo v neděli 25. srpna 1935 a domácí je s pražskou Spartou prohráli 2:3 (poločas 1:0).

### Reprezentace
Za bulharskou reprezentaci nastoupil ke 34 oficiálním utkáním (30.05.1926–24.05.1936), v nichž vstřelil 14 branek (10.05.1931–21.05.1936).

### Prvoligová bilance
| Ročník             | Zápasy | Góly | Minuty | Klub          |
| ------------------ | ------ | ---- | ------ | ------------- |
| I. liga 1934/35    | 3      | 0    | 270    | AFK Bohemians |
| I. liga 1935/36    | 1      | 0    | 90     | AFK Kolín     |
| CELKEM I. ČS. LIGA | 4      | 0    | 360    |               |

## Trenérská kariéra
Po skončení hráčské kariéry se stal trenérem. Vedl Levski Sofia (1939–1942 a 1952), vyhrál s ním double v sezoně 1941/42.